# プロスギ
プロスギ（朝:풀어쓰기）とは、朝鮮語をハングルで表記する方法の一つで、ハングル字母をアルファベットのように横に羅列する表記方法をいう。対概念は、字母を音節単位でまとめて表記するモアスギ（朝:모아쓰기）である。
例えば、'한글'（ハングル）をプロスギで表記すると'ㅎㅏㄴㄱㅡㄹ'となる。

## 歴史
ハングルはその創製以来、字母を音節単位でまとめるモアスギで表記されてきた。しかし近代になり西洋のアルファベットが知られるようになると、ハングルも西洋のように字母を横に羅列して表記すべきだという主張が提起されるようになった。
文献上は、1908年12月に国文研究所が作成した『国文研究案』において初めてプロスギに関する議論があることが認められた。しかし、1909年に同研究所が最終提出した『国文研究議定案』では結局『訓民正音』の例義編に従ったモアスギが採用された。
その後もプロスギをめぐる議論は続いた。1946年に崔鉉培が「ハングル横文字研究会」を設立し、翌年『文字の革命』においてプロスギの具体的な方法を提唱した。また、1948年には文教部（現在の教育部）が『漢字を書かないことの理論』を通じて、ハングルを横にプロスギすることが理想的な表記方法ではあるが、現実的には施行しがたいとし、結局ハングルの横書きのみを採用した。
1954年のハングル簡素化波動の際には、国語審議会ハングル分科委員会が横書きプロスギを一時的に提唱したが十分な支持を得られず、同年7月3日にモアスギの簡素化方案を発表した。
1971年11月にはハングル学会で「ハングルプロスギ研究会」が設立され、プロスギ導入の主張を継続してきた。しかし、「天地人」を始めとする便利なハングルキーボードが普及した現在では、プロスギ導入を求める運動は下火になっている。

## 方法
既存のハングル字母を横に羅列しただけでは素早い筆記を行えない。そこで、プロスギの導入を主張する学者らはプロスギのための新しいハングル表記方法を提唱した。その主な特徴は以下の通りである。
１．英語のアルファベットのように１字母１字母を横に羅列して表記する。
２．大文字と小文字、印刷体と筆記体を区別する。
３．プロスギのための特別な字形を用いる。なお、具体的な字形は学者によって隔たりが大きい。
４．初声の'ㅇ'は表記しない。
５．４に従うと、'고아'と'과'が両方'ㄱㅗㅏ'になってしまう等の問題が発生する。そこで、'ㅣ' 'ㅓ' 'ㅜ'といった母音を音価によって少し変形させるという対策が採られた。

## 評価
プロスギの代表的な長所として印刷のしやすさが挙げられる。活版印刷を行っていた時代には、モアスギのために膨大な数の活字が必要となったが、プロスギであれば字母24個の活字で十分であった。またタイプライターで入力する際も、モアスギは文字の下に挿入するパッチムの入力が困難であった一方、プロスギであれば問題にならなかった。しかし、公炳禹の3ボル式タイプライターの発明や印刷方法のデジタル化によって前述の問題は克服されることとなり、プロスギの必要性は大きく低下した。